# Jingle All the Way (Béla Fleck and the Flecktones)
Jingle All the Way è un album in studio natalizio del gruppo musicale Béla Fleck and the Flecktones, pubblicato nel 2008.
Il disco ha vinto il Grammy Award al miglior album pop strumentale nel 2009.

## Tracce
1. Jingle Bells
2. Silent Night
3. Sleigh Ride
4. The Christmas Song
5. The Twelve Days of Christmas
6. J.S. Bach's Christmas Oratorio: Ich Will Nur Zu Ehren Leben
7. Christmas Time Is Here
8. Linus and Lucy
9. Jingle Bells (Reprise)
10. The Hanukkah Waltz
11. Dance of the Sugar Plum Fairies
12. What Child Is This/Dyngyldai
13. O Come All Ye Faithful
14. Medley: We Wish You a Merry Christmas/It's Beginning to Look a Lot Like Christmas
15. Have Yourself a Merry Little Christmas
16. River

## Formazione

### Gruppo
- Béla Fleck - banjo, piano
- Jeff Coffin - sassofoni, flauti, clarinetto
- Future Man - percussioni, sintetizzatori
- Victor Wooten - bassi

### Altri musicisti
- Alash Ensemble
- Edgar Meyer - contrabbasso
- Andy Statman - clarinetto, mandolino
- Sean Quirk - voce
- Ayan-Ool Sam - voce